# Parasemia suffusa
Parasemia suffusa là một loài bướm đêm thuộc phân họ Arctiinae, họ Erebidae.